# 昭和電工川崎工場爆発事故
昭和電工川崎工場爆発事故（しょうわでんこうかわさきこうじょうばくはつじこ）は、1964年（昭和39年）に神奈川県川崎市で発生した爆発事故。タンクから漏洩した酸化プロピレンが溶接の火花に引火し爆発、18名の死者と100名を越える重軽傷者を出した。

## 概要
1964年（昭和39年）6月11日午後3時10分頃、川崎市扇町（現・川崎市川崎区扇町）の昭和電工川崎工場で、高さ12m・直径6mのタンクに貯蔵されていた酸化プロピレンが爆発。半径50m以内は鉄材を除きすべて吹き飛んだ。資材庫や分析室、工事事務所など310m2を焼き、夜8時ごろ鎮火した。この事故で、死者18名、重傷者56名、軽傷者61名の人的被害が出た。
この時、同工場では千代田化工建設によるタンクの増設工事を行っており、被害者の大半は工事の下請け労働者であった。オートメーション化されており、昭和電工の従業員は付近にはいなかった。酸化プロピレンは沸点34℃、引火点－37℃と危険性が高い物質であるため、タンクを液体窒素で冷却していたが、爆発発生の約40分前にパイプ付近で気化した酸化プロピレンとみられる白煙が目撃されており、これが溶接の火花に引火したことが原因とみられている。
同工場では、1949年にも17名の死者を出すガス爆発が起きている。今回の事故の翌日には、約3キロ離れた同市千鳥町（現・川崎市川崎区千鳥町）にある昭和電工系の日本オレフィン化学でタンクローリーに積み込み中のトルオールが爆発、運転手と工場従業員の計2名が死亡する事故が起きている。